# Aristolochia manantlanensis
Aristolochia manantlanensis är en piprankeväxtart som beskrevs av Santana Mich.. Aristolochia manantlanensis ingår i släktet piprankor, och familjen piprankeväxter. Inga underarter finns listade i Catalogue of Life.